# コンスタンチン・メンショフ
コンスタンチン・アレクサンドロヴィッチ・メンショフ (ロシア語: Константин Александрович Меньшов、ロシア語ラテン翻字: Konstantin Alexandrovich Menshov、1983年2月23日 - )は、ロシア出身の元フィギュアスケート選手(男子シングル)。
2011年ロシア選手権優勝。

## 経歴
1989年にスケートを始める。2001年のロシア国内選手権は18位と最下位になった事もあり、また後に4大会連続の五輪メダリストとなるエフゲニー・プルシェンコと同じ年という事もあって国内でも存在感が薄かったが年齢を重ねる事に成績を上げていったタイプでもある。初めてISUジャッジングシステムが採用された2004年ネーベルホルン杯にも出場し13位だった。2009年冬季ユニバーシアードではショートプログラム25位に対しフリースケーティングでは1位という記録を残している。
初開催となった2009年世界国別対抗戦では故障のアンドレイ・ルータイに代わってロシア代表チームに加わった。この大会では出場した12選手中ただ一人フリースケーティングで2度の4回転ジャンプを成功させた。（1回目は4回転トゥループ－2回転トゥループのコンビネーション、2回目は4回転トゥループ）
2010-2011シーズン、27歳にして初めてISUグランプリシリーズに出場。12月のロシア選手権では初優勝し、欧州選手権代表に初選出された。本番ではショートプログラムでは2つのジャンプミスがあり14位と出遅れたが、フリースケーティングでは2度の4回転トゥループを成功し、フリーだけでは4位となり総合では7位に順位を上げ、ともに出場したアルトゥール・ガチンスキーとともに、来シーズンのロシアの出場枠3を獲得した。しかし欧州選手権での結果が響いた影響か、ロシアチャンピオンとなりながらも世界選手権の代表には選ばれなかった。
2012-2013シーズン、スケートアメリカとロステレコム杯ともに4位。ロシア選手権では3位だったものの欧州選手権の代表には選ばれなかった。理由の説明もなくこのことで、マキシム・トランコフをはじめ、ロシアのスケーターが抗議の署名を行った。またアレクセイ・ミーシンやヴィクトール・クドリャフツェフなどのコーチ達もこの決定に反対しニコライ・モロゾフはメンショフの代わりに選ばれた国内5位のマキシム・コフトゥンのコーチの1人のタチアナ・タラソワがこの決定の背後にいると指摘。またバンクーバー五輪では国内2位で4回転を持っていたセルゲイ・ヴォロノフではなく国内3位で4回転が無く当時タラソワの教え子でもあったアルチョム・ボロデュリンが選ばれた経緯の事も絡めてタラソワやロシアフィギュアスケート連盟を批判した。それにより、スポーツ・観光・青年政策大臣のヴィタリー・ムトコはロシアフィギュアスケート連盟に対して、再考を命じたが、決定が覆ることは無かった。その後、世界選手権の代表選考の対象となる、国内大会のカップオブロシア・ファイナルに出場し優勝したが、選ばれることは無かった。国別対抗戦に出場し、ショートプログラムでは初の80点台をマークした。フリースケーティングでは3回転アクセルの着氷で転倒し肩を強打、脱臼。演技を棄権した。
2013-2014シーズン、NHK杯では8位、ロステレコム杯では4位。ロシア選手権では4位だったが、エフゲニー・プルシェンコが出場しないために欧州選手権の代表に選出された。ショートプログラムでは11位と大きく出遅れるものの、フリースケーティングでは自己ベストを15ポイント更新し3位。総合でも3位に順位を上げ、ISU主催の国際大会で初めてのメダルを獲得した。
2014-2015シーズン、スケートカナダのSPで2度の4回転ジャンプに成功し3位に立つも、FSで順位を落とし6位。エリック・ボンパール杯でもSPは3位だったが、FSでコンビネーションジャンプを4つ跳ぶ違反を犯しメダルを逃した。
2016年6月1日、競技からの引退を発表した。現在はコーチに転向し、キャンプも開いている。

## 技術
フリースケーティングでは2度の4回転ジャンプをプログラムに取り入れている。（1回目は4回転トゥループ－2回転トゥループのコンビネーション、2回目は4回転トゥループ）これまでにこの組み合わせで複数回成功させている。

## 主な戦績

### 2008-2009シーズン以降
| 大会/年              | 2008-09  | 2009-10 | 2010-11 | 2011-12 | 2012-13 | 2013-14 | 2014-15 | 2015-16 |
| -------------------- | -------- | ------- | ------- | ------- | ------- | ------- | ------- | ------- |
| 欧州選手権           |          |         | 7       |         |         | 3       |         |         |
| 世界国別対抗戦       | T5 / P12 |         |         |         | 棄権    |         |         |         |
| ロシア選手権         | 6        | 4       | 1       | 7       | 3       | 4       | 4       | 7       |
| GP NHK杯             |          |         |         | 6       |         | 8       |         | 6       |
| GPスケートアメリカ   |          |         |         |         | 4       |         |         | 5       |
| GPエリック杯         |          |         |         |         |         |         | 4       |         |
| GPスケートカナダ     |          |         |         |         |         |         | 5       |         |
| GPロステレコム杯     |          |         | 10      | 8       | 4       | 4       |         |         |
| CSフィンランディア杯 | 4        |         | 6       |         |         |         |         | 1       |
| CSネーベルホルン杯   | 11       | 7       | 2       | 7       | 2       |         | 3       | 3       |
| CSゴールデンスピン   |          |         |         |         |         |         | 3       |         |
| メラーノ杯           |          |         |         |         |         |         |         | 1       |
| ニース杯             | 4        | 4       | 2       | 3       |         | 2       |         |         |
| NRW杯                |          |         |         |         | 1       |         |         |         |
| ガルデナスプリング杯 |          |         |         | 1       |         |         |         |         |
| ユニバーシアード     | 7        |         |         |         |         |         |         |         |

### 2006-2007シーズンまで
| 大会/年            | 1999-00 | 2000-01 | 2001-02 | 2002-03 | 2003-04 | 2004-05 | 2005-06 | 2006-07 | 2007-08 |
| ------------------ | ------- | ------- | ------- | ------- | ------- | ------- | ------- | ------- | ------- |
| ロシア選手権       | 18      | 16      | 9       | 9       | 5       | 11      | 8       | 5       | 4       |
| NRW杯              |         |         |         |         |         |         |         |         | 1       |
| フィンランディア杯 |         |         |         |         |         |         |         |         | 5       |
| ニース杯           |         |         |         | 1       |         | 4       |         | 2       |         |
| ユニバーシアード   |         |         |         |         |         | 11      |         | 11      |         |
| ネーベルホルン杯   |         |         |         |         |         | 13      |         |         |         |

### 詳細
| 2015-2016 シーズン    |                                                                  |         |          |          |
| 開催日                | 大会名                                                           | SP      | FS       | 結果     |
| 2015年12月23日 - 27日 | ロシアフィギュアスケート選手権（エカテリンブルク）               | 6 81.21 | 7 152.55 | 7 233.76 |
| 2015年11月27日 - 29日 | ISUグランプリシリーズ NHK杯（長野）                              | 6 79.79 | 6 153.79 | 6 233.58 |
| 2015年11月12日 - 15日 | 2015年メラーノ杯（メラーノ）                                     | 1 77.93 | 1 151.15 | 1 229.08 |
| 2015年10月23日 - 25日 | ISUグランプリシリーズ スケートアメリカ（ミルウォーキー）         | 3 86.15 | 6 144.64 | 5 230.79 |
| 2015年10月9日 - 11日  | ISUチャレンジャーシリーズ フィンランディア杯（エスポー）         | 2 76.71 | 2 153.39 | 1 230.10 |
| 2015年9月23日 - 26日  | ISUチャレンジャーシリーズ ネーベルホルン杯（オーベルストドルフ） | 6 70.30 | 2 147.84 | 3 218.14 |

| 2014-2015 シーズン       |                                                                  |         |          |          |
| 開催日                   | 大会名                                                           | SP      | FS       | 結果     |
| 2014年12月24日 - 28日    | ロシアフィギュアスケート選手権（ソチ）                           | 2 92.37 | 5 144.90 | 4 237.27 |
| 2014年12月4日 - 7日      | ISUチャレンジャーシリーズ ゴールデンスピン（ザグレブ）           | 2 82.33 | 4 146.33 | 3 229.51 |
| 2014年11月21日 - 23日    | ISUグランプリシリーズ エリック・ボンパール杯（ボルドー）         | 3 87.47 | 4 145.75 | 4 233.22 |
| 2014年10月31日 - 11月2日 | ISUグランプリシリーズ スケートカナダ（ケロウナ）                 | 3 81.70 | 6 143.33 | 5 225.03 |
| 2014年9月24日 - 27日     | ISUチャレンジャーシリーズ ネーベルホルン杯（オーベルストドルフ） | 5 70.60 | 3 140.43 | 3 211.03 |

| 2013-2014 シーズン    |                                                        |          |          |          |
| 開催日                | 大会名                                                 | SP       | FS       | 結果     |
| 2014年1月13日 - 19日  | 2014年ヨーロッパフィギュアスケート選手権（ブダペスト） | 11 72.12 | 3 165.12 | 3 237.24 |
| 2013年12月22日 - 27日 | ロシアフィギュアスケート選手権（ソチ）                 | 10 70.72 | 4 159.41 | 4 230.13 |
| 2013年11月22日 - 24日 | ISUグランプリシリーズ ロステレコム杯（モスクワ）       | 4 72.43  | 3 150.60 | 4 223.03 |
| 2013年11月8日 - 10日  | ISUグランプリシリーズ NHK杯（東京）                    | 9 73.57  | 5 147.75 | 8 221.32 |
| 2013年10月23日 - 27日 | 2013年ニース杯（ニース）                               | 2 77.64  | 2 151.13 | 2 228.77 |

| 2012-2013 シーズン    |                                                  |         |          |          |
| 開催日                | 大会名                                           | SP      | FS       | 結果     |
| 2013年4月11日 - 14日  | 2013年世界フィギュアスケート国別対抗戦（東京）   | 3 80.60 | -        | 棄権     |
| 2012年12月24日 - 28日 | ロシアフィギュアスケート選手権（ソチ）           | 6 73.88 | 3 155.00 | 3 228.88 |
| 2012年12月4日 - 9日   | 2012年NRW杯（ドルトムント）                      | 1 79.73 | 1 158.90 | 1 238.63 |
| 2012年11月9日 - 11日  | ISUグランプリシリーズ ロステレコム杯（モスクワ） | 2 76.73 | 5 146.99 | 4 223.72 |
| 2012年10月19日 - 21日 | ISUグランプリシリーズ スケートアメリカ（ケント） | 5 73.32 | 5 139.21 | 4 212.53 |
| 2012年9月27日 - 29日  | 2012年ネーベルホルン杯（オーベルストドルフ）     | 2 69.30 | 2 143.64 | 2 212.94 |

| 2011-2012 シーズン    |                                                  |         |          |          |
| 開催日                | 大会名                                           | SP      | FS       | 結果     |
| 2012年4月12日 - 15日  | 2012年ガルデナスプリング杯（ガルデナ）           | 1 79.14 | 1 142.26 | 1 221.40 |
| 2011年12月24日 - 28日 | ロシアフィギュアスケート選手権（サランスク）     | 6 74.19 | 5 145.09 | 7 219.28 |
| 2011年11月25日 - 27日 | ISUグランプリシリーズ ロステレコム杯（モスクワ） | 9 60.91 | 8 131.77 | 8 192.68 |
| 2011年11月11日 - 13日 | ISUグランプリシリーズ NHK杯（札幌）              | 4 74.67 | 8 121.21 | 6 195.88 |
| 2011年10月26日 - 30日 | 2011年ニース杯（ニース）                         | 2 67.82 | 2 130.87 | 3 198.69 |
| 2011年9月22日 - 24日  | 2011年ネーベルホルン杯（オーベルストドルフ）     | 7 66.49 | 8 127.94 | 7 194.43 |

| 2010-2011 シーズン    |                                                    |          |           |           |
| 開催日                | 大会名                                             | SP       | FS        | 結果      |
| 2011年1月24日 - 30日  | 2011年ヨーロッパフィギュアスケート選手権（ベルン） | 14 58.82 | 4 143.80  | 7 202.62  |
| 2010年12月25日 - 29日 | ロシアフィギュアスケート選手権（サランスク）       | 1 78.42  | 1 146.75  | 1 225.17  |
| 2010年11月19日 - 21日 | ISUグランプリシリーズ ロステレコム杯（モスクワ）   | 7 67.34  | 12 113.81 | 10 181.15 |
| 2010年10月13日 - 17日 | 2010年ニース杯（ニース）                           | 2 73.23  | 2 147.60  | 2 220.83  |
| 2010年10月7日 - 10日  | 2010年フィンランディア杯（ヴァンター）             | 5 59.50  | 7 112.61  | 6 172.11  |
| 2010年9月22日 - 25日  | 2010年ネーベルホルン杯（オーベルストドルフ）       | 3 67.93  | 2 140.87  | 2 208.80  |

| 2009-2010 シーズン    |                                                        |         |          |          |
| 開催日                | 大会名                                                 | SP      | FS       | 結果     |
| 2009年12月24日 - 26日 | ロシアフィギュアスケート選手権（サンクトペテルブルク） | 4 80.66 | 3 148.05 | 4 228.71 |
| 2009年11月6日 - 7日   | 2009年ニース杯（ニース）                               | 4 60.89 | 3 121.44 | 4 182.33 |
| 2009年10月9日 - 10日  | 2009年フィンランディア杯（ヴァンター）                 | 7 62.07 | 3 128.01 | 5 190.08 |

| 2008-2009 シーズン    |                                                |          |           |           |
| 開催日                | 大会名                                         | SP       | FS        | 結果      |
| 2009年4月16日 - 17日  | 2009年世界フィギュアスケート国別対抗戦（東京） | 12 54.99 | 12 110.22 | 12 165.21 |
| 2009年2月21日 - 22日  | 第24回冬季ユニバーシアード（ハルビン）         | 25 45.60 | 1 123.69  | 7 169.29  |
| 2008年12月24日 - 28日 | ロシアフィギュアスケート選手権（カザン）       | 8 64.68  | 4 127.04  | 6 191.72  |
| 2008年10月16日 - 19日 | 2008年ニース杯（ニース）                       | 4 65.67  | 3 119.91  | 4 185.58  |
| 2008年10月9日 - 12日  | 2008年フィンランディア杯（ヴァンター）         | 4 67.34  | 7 101.64  | 4 168.98  |
| 2008年9月25日 - 26日  | 2008年ネーベルホルン杯（オーベルストドルフ）   | 7 61.81  | 11 103.16 | 11 164.97 |

| 2007-2008 シーズン       |                                                        |         |          |          |
| 開催日                   | 大会名                                                 | SP      | FS       | 結果     |
| 2008年1月3日 - 7日       | ロシアフィギュアスケート選手権（サンクトペテルブルク） | 6 62.79 | 5 118.80 | 4 181.59 |
| 2007年11月30日 - 12月2日 | 2007年NRW杯（ドルトムント）                            | 1 52.67 | 1 115.83 | 1 168.50 |
| 2007年10月19日 - 21日    | 2007年ニース杯（ニース）                               | 9 49.75 | 2 107.92 | 2 157.67 |
| 2007年10月12日 - 14日    | 2007年フィンランディア杯（ヴァンター）                 | 5 55.60 | 5 104.88 | 5 160.48 |

| 2006-2007 シーズン   |                                            |         |           |           |
| 開催日               | 大会名                                     | SP      | FS        | 結果      |
| 2007年1月17日 - 18日 | 第23回冬季ユニバーシアード（トリノ）       | 8 57.02 | 11 100.03 | 11 157.05 |
| 2007年1月4日 - 7日   | ロシアフィギュアスケート選手権（モスクワ） | 9 63.93 | 4 131.79  | 5 195.72  |

| 2004-2005 シーズン  |                                              |          |          |           |
| 開催日              | 大会名                                       | SP       | FS       | 結果      |
| 2004年11月4日 - 5日 | 2004年ニース杯（ニース）                     | 5        | 4        | 4         |
| 2004年9月2日 - 4日  | 2004年ネーベルホルン杯（オーベルストドルフ） | 11 48.24 | 13 83.11 | 13 131.35 |

## プログラム使用曲
| シーズン  | SP | FS | EX |
| --------- | --- | --- | --- |
| 2015-2016 | Rotting Romance 曲：マーク・テレンジ 振付：オルガ・グリンカ                                                                                   | Mad World 演奏：ゲイリー・ジュールズ Radioactive 演奏：リンジー・スターリング ボーカル：ペンタトニックス 振付：ヴァレンティン・モロトフ       | ラジオアクティブ 曲：リンジー・スターリング                                                                        |
| 2014-2015 | Rotting Romance 曲：マーク・テレンジ 振付：オルガ・グリンカ                                                                                   | Tango en Silencio 曲：アラ・マリキアン 振付：オルガ・グリンカ                                                                                 | Shape of my Heart 曲：スティング                                                                                   |
| 2013-2014 | Coultergeist 作曲：フィル・コウルター | Allegro Rose Night Run 作曲：ルネ・オーブリー                                                                                                 | Thrift Shop ボーカル：タイラー・ワード 演奏：リンジー・スターリングジェームズ・ボンドのテーマ 作曲：ジョン・バリー |
| 2012-2013 | Lilies of the valley 映画『Pina/ピナ・バウシュ 踊り続けるいのち』サウンドトラックより 作曲：三宅純                                            | Allegro Rose Night Run 作曲：ルネ・オーブリー                                                                                                 | Shape of my Heart 曲：スティング                                                                                   |
| 2011-2012 | Dead Silence 作曲：チャーリー・クロウザー Worms lounge、Worms in Black 映画『メン・イン・ブラック2』サウンドトラック 作曲：ダニー・エルフマン | The Race by Yellow BATTLE WITHOUT HONOR OR HUMANITY 映画『キル・ビル』サウンドトラックより 作曲：布袋寅泰 月の光 作曲：クロード・ドビュッシー | |
| 2010-2011 | Silver Guitar 振付：オルガ・グリンカ | スムーズ・クリミナル 作曲：マイケル・ジャクソン 演奏：デイヴィッド・ギャレット 振付：オルガ・グリンカ                                         | |
| 2009-2010 | スウェイ | 映画『ソウ2』サウンドトラックより 作曲：チャーリー・クロウザー                                                                                | |
| 2008-2009 | ライズ 曲：サフリ・デュオ | 映画『ソウ2』サウンドトラックより 作曲：チャーリー・クロウザー                                                                                | |